# マリーア・ピア・ディ・ボルボーネ＝ドゥエ・シチリエ
マリーア・ピア・デッラ・グラツィア・ディ・ボルボーネ＝ドゥエ・シチリエ（Maria Pia della Grazia di Borbone-Due Sicilie, 1849年8月2日 - 1882年9月29日）は、両シチリア王国の王族。両シチリア王フェルディナンド2世とその2番目の妃のオーストリア大公女マリア・テレジアの間の三女。

## 生涯
マリーア・ピアは1861年、両シチリア王国の滅亡により家族と一緒に亡命を余儀なくされた。1869年4月5日、マリーア・ピアはローマにおいて、同じ亡命者の身の上であるパルマ公ロベルト1世と結婚した。夫妻の間には12人の子女が生まれたが、うち少なくとも6人は重い知的障害を患っていた。マリーア・ピアは1882年に出産に際して亡くなり、ヴィアレッジョ近郊のヴィラ・ボルボーネに埋葬された。夫のロベルト1世は1884年、ポルトガルの廃王ミゲル1世の娘マリア・アントニアと再婚した。

## 子女
夫ロベルト1世との間に生まれた子女は、以下の12人である。このうち3人が夭折、6人が知的障害者、3人が健常者だった。
- マリーア・ルイーザ（1870年 - 1899年） - 1893年、ブルガリア王フェルディナントと結婚
- フェルディナンド（1871年）
- ルイーザ・マリア（1872年 - 1943年） - 知的障害者
- エンリコ（1873年 - 1939年） - パルマ公家家長、知的障害者
- マリア・インマコラタ（1874年 - 1914年） - 知的障害者
- ジュゼッペ（1875年 - 1950年） - パルマ公家家長、知的障害者
- マリーア・テレーザ（1876年 - 1959年） - 知的障害者
- マリーア・ピア（1877年 - 1915年） - 知的障害者
- ベアトリーチェ（1879年 - 1946年） - ピエトロ・ルチェッリ＝パッリ（ベリー公爵夫人マリー･カロリーヌと再婚相手の孫）と結婚
- エリアス（1880年 - 1959年） - パルマ公家家長
- マリーア・アナスタシア（1881年）
- アウグスト（1882年）